# Bernardo di Stefano Rosselli

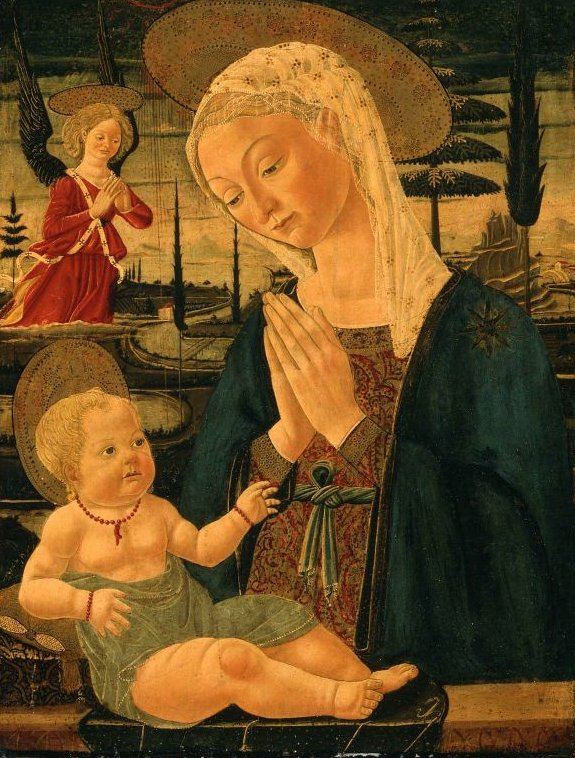
Madonna col Bambino, al museo di Boston.

Bernardo di Stefano Rosselli (Firenze, 1450 – 1526) è stato un pittore italiano.

## Biografia
Cugino del più noto Cosimo Rosselli, si formò alla bottega di Neri di Bicci a partire dal 1460. Tra il 1488 e il 1490 fu tra i pittori incaricati di decorare la sala dei Signori nel Palazzo dei Priori a Firenze e nel 1499 è documentato quale destinatario di un compenso per un altare dei Rucellai in San Pancrazio. 
Una certa reminiscenza classicheggiante è riscontrabile in alcune sue opere, cosa che ha fatto supporre un suo possibile viaggio a Roma dove sarebbe entrato in contatto con l'arte antica e paleocristiana.
La sua opera si svolge più che altro nel solco dei modelli di Filippo Lippi, semplificati e resi popolari in oggetti per il culto privato, e di altri artisti minori, come Jacopo del Sellaio o il "Maestro della lunetta di via Romana" (che taluni rimandano al suo nome).